# Мигулин, Николай Тимофеевич
Николай Тимофеевич Мигулин (1872—1937) — иерей, священномученик, местночтимый святой Украинской Православной Церкви.

## Биография
Родился 4 декабря 1872 года в селе Малая Волча Харьковской губернии. После революции 1917 года был рукоположен. Служил в селе Буденовка Ольховатского района Харьковской области. В сентябре 1937 года арестован и приговорен к расстрелу. Расстрелян 13 ноября 1937 года в Харькове.

## Канонизация
22 июня 1993 года Определением Священного Синода Украинской Православной Церкви принято решение о местной канонизации подвижника в Харьковской епархии, в Соборе новомучеников и исповедников Слободского края (день памяти – 19 мая (1 июня)).
Чин прославления подвижника состоялся во время визита в Харьков 3-4 июля 1993 года Предстоятеля Украинской Православной Церкви Блаженнейшего Митрополита Киевского и всея Украины Владимира, в кафедральном Благовещенском соборе города.